# Glochidion sphaerogynum
Glochidion sphaerogynum är en emblikaväxtart som först beskrevs av Johannes Müller Argoviensis, och fick sitt nu gällande namn av Wilhelm Sulpiz Kurz. Glochidion sphaerogynum ingår i släktet Glochidion och familjen emblikaväxter. Inga underarter finns listade i Catalogue of Life.